# Крымский поход на Русь (1517)
Крымский поход на Русь 1517 года — неудачный поход войска Крымского ханства на Русское государство.

## Предыстория
Поход состоялся в связи с вопросом престолонаследия в Казани, где умирал Мухаммед-Эмин. По мнению крымского хана Мехмеда I Герая наследовать ему должен был брат Мухаммед-Эмина Абдул-Латиф, находившийся в плену в Москве. Чтобы оказать давление на Василия III, крымское войско предприняло масштабный поход на Русь. В значительной степени он был оплачен Великим княжеством Литовским, которое уже пять лет вело войну с Русским государством.
О готовящемся вторжении русские власти знали заранее и сумели подготовиться к встрече крымского войска. Крымцев возглавлял Токузак-мурза, с ним были и другие мурзы из влиятельных родов Ширин и Мангыт. Численность крымского войска оценивается в 20 тысяч всадников. Русские войска во главе с воеводами Василием Одоевским, Иваном Воротынским и Иваном Телепневым-Оболенским были сосредоточены за Окой под Алексином. Пользуясь обострением обстановки на южной границе Русского государства, король Сигизмунд I двинул свою армию из Полоцка к Пскову, однако потерпел поражение при осаде Опочки.

## Вторжение
В августе войско Токузак-мурзы перешло русскую границу под Тулой и, разбившись на части, начало разорять окрестные земли. Против них были посланы отряды Ивана Тутыхина и князей Волконских, заставившие крымцев повернуть назад в степь. Согласно летописи, в перехвате татар значительную роль сыграло самоорганизовавшееся местное «украинное» население: «наперед их зайдоша по лесом пешие многие люди украйные до им дороги засекоша и многых татар побиша; а передние люди от воевод приспевшие конные начаша татар топтати, а пешие люди украйные по лесом их бити, и Божиим поможением татар многых побиша, а иные многие татарове по рекам истопоша, а иных живых поимаша». Это первое упоминание о засеках как оборонительных сооружениях в истории Русского государства. Русские полки настигли татар «на Глутне на лесу и по селом, и по крепостем, и на бродех» и атаковали их, нанеся крымцам тяжёлые потери и отбив весь полон. Только части ханских воинов (не более 5 тысячам) удалось вернуться в Крым, «и те пеши и наги и боси».

## Последствия
В результате поражения, а также начавшейся междоусобицы, Мехмед-Гераю пришлось отложить задуманный им крупномасштабный поход на Русь. Он объявил, что мурзы ходили в набег без его ведома. В том же году в Москве по неизвестной причине умер Абдул-Латиф. Несколько лет покоя на южных границах, которые последовали за поражением крымского войска в 1517 году, позволили Москве провести серию удачных операций в Литве. Мехмед-Герай совершил свой крупномасштабный поход в 1521 году, ставший самым тяжёлым за время правления Василия III.
В благодарность за победу над крымскими татарами в 1517 году, воевода Иван Воротынский основал Богородице-Рождественский Анастасов монастырь близ Одоева.